# Death Wish 2
Death Wish II es una película estadounidense de 1982, dirigida por Michael Winner y protagonizada por Charles Bronson. Es una secuela de Death Wish.

## Argumento
Paul Kersey se va a vivir a Los Ángeles. Unos delincuentes le roban su cartera y miran en su licencia de conducir la dirección de su domicilio y posteriormente entran, violan y matan a su sirvienta, posteriormente golpeándolo a él también al llegar a casa para posteriormente secuestrar y violar a su hija, Carol. Su novia Geri Nichols trabaja como locutora en la estación de radio KABC.
Kersey, totalmente dispuesto a vengarse, sale a la calle, se disfraza y alquila una pequeña habitación de madera, y vuelve a ser "Vigilante" y cazará uno por uno a los asesinos.

## Reparto
- Charles Bronson - Paul Kersey
- Jill Ireland - Geri Nichols
- Robin Sherwood - Carol Kersey
- Vincent Gardenia - Frank Ochoa
- Anthony Franciosa - Herman Baldwin
- Charles Cyphers - Ronald Kay
- Ben Frank - Lt. Mankewicz
- Michael Prince - Elliot Cass
- Thomas F. Duffy - Nirvana
- Kevyn Major Howard - Stomper
- Stuart K. Robinson - Jiver
- Laurence Fishburne III - Cutter
- E. Lamont Johnson - Punkcut
- Silvana Gallardo - Rosario

## Banda de sonido por Jimmy Page
Death Wish II contó con una banda de sonido compuesta y grabada por Jimmy Page en 1982. Page estuvo acompañado por el vocalista Gordon Edwards, quien canta "City Sirens", y Chris Farlowe, quien interpreta el primer y último tema del disco. Death Wish II marcó el primer trabajo discográfico de Page después de la disolución de Led Zeppelin.

## Lista de canciones
Lado A
1. "Who's to Blame"  	2:41
2. "The Chase"  	    5:48
3. "City Sirens"  	2:01
4. "Jam Sandwich"  	2:35
5. "Carole's Theme"  	2:50
6. "The Release"  	2:35

Lado B
1. "Hotel Rats and Photostats"  	2:40
2. "A Shadow in the City"  	4:01
3. "Jill's Theme"  	4:00
4. "Prelude"  	2:20
5. "Big Band, Sax, and Violence"  	2:51
6. "Hypnotizing Ways (Oh Mamma)"      2:49

## Personal del disco
- Jimmy Page - guitarras, composición, bajo, sintetizador, producción
- Chris Farlowe - voz en "Who's to Blame" & "Hypnotizing Ways (Oh Mamma)"
- Gordon Edwards - voz en "City Sirens", piano
- Dave Mattacks - batería, percusión
- The Sol Symphonic - cuerdas
- Dave Lawson - piano, sintetizador
- David Sinclair Whittaker, piano
- GLC Philharmonic - orquesta
- Dave Paton - bajo
- Stuart Epps - mezclas